# 1996 Stock
1996 Stock — тип подвижного состава для станций глубокого заложения Лондонского метрополитена. Эксплуатируется на Юбилейной линии. Как и все остальные вагоны, предназначенные для работы на линиях глубокого заложения, обладает округлым дизайном, максимально использующим габарит тоннеля. Главной отличительной характеристикой для поездов Лондонского метро является способность преодолевать тоннели диаметром 13 футов (около 4 м, точные диаметры тоннелей на разных линиях могут отличаться). Поезда серии 1996 года были построены компанией GEC Alsthom — Metro-Cammell и введены в эксплуатацию в 1997 году. Внешне  схожи с поездами 1995 Stock, эксплуатирующимися на Северной линии.
В соответствии с техническим заданием, изначально построено 59 поездов по 6 вагонов в каждом, предназначенных для замены изношенных составов Юбилейной линии: серии 1972, работавших с момента открытия линии, и серии 1983, запущенных в эксплуатацию в 1984 году. Однако в связи с ростом пассажиропотока на линии в 2005 году для каждого состава линии был изготовлен и добавлен дополнительный прицепной вагон, позволивший повысить составность линии до 7 вагонов. Кроме того, было построено четыре дополнительных поезда из 7 вагонов каждый. Таким образом, общее количество составов, эксплуатирующихся на Юбилейной линии, достигло 63 поездов из 7 вагонов.

## История
Вагоны метро 1996 серии были заказаны специально для открытия продления Юбилейной линии лондонского метро от станции «Грин-парк» до станции «Стратфорд». Изначально планировалось, что помимо изготовления новых составов будут отремонтированы и в значительной степени модернизированы вагоны метро 1983 серии со сходным с вагонами 1996 серии внешним дизайном и внутренним интерьером. В процессе модернизации также планировалось заменить одностворчатые двери вагонов на двухстворчатые. Однако данная модернизация оказалась слишком затратной и по причине дороговизны от неё решили отказаться. Задержки со строительством продления Юбилейной линии привели к тому, что вагоны метро 1996 серии были введены в эксплуатацию раньше открытия новых станций и заменили на действующем участке Юбилейной линии вагоны 1983 серии, задолго до официального открытия её продления. Первый поезд был доставлен на линию в июле 1996 года и поступил в пассажирскую эксплуатацию 24 декабря 1997 года. Последний состав серии был введен в эксплуатацию 31 июля 2001 года — через несколько месяцев после ввода в эксплуатацию основной части парка.
Разработка вагонов метро 1995-й и 1996-й серий велась параллельно. Оригинальный дизайн был выполнен компанией Alstom на предприятиях Washwood Heath и Rugby, а первые шесть комплектов поездов были изготовлены на заводе Alstom в Барселоне в соответствии со стандартным дизайном 1996 серии. Все усовершенствования и сертификация типа проводились на этих первых поездах. Корпуса вагонов 1995 серии также были произведены на заводе в Барселоне, после чего была выпущена остатальная часть заказанных вагонов 1996 серии. Окончательная сборка и наладка оборудования вагонов серий производились на заводе Alstom в Вашвуд-Хит на соседних производственных линиях.

## Описание
Внешний вид вагонов метро 1996 серии практически идентичный кузовам вагонов 1995 серии, однако подвижной состав родственных серий имеет разные интерьеры, расположение сидений и кабины (разработанные Warwick Design Consultants), тяговые системы и системы управления поездом, а также небольшие различия в конструкции железнодорожного автостопа. На головных вагонах 1995 серии установлены светодиодные фары, в то время как на вагонах 1996 серии в фарах установлены лампы накаливания. Наиболее существенным отличием является конструкция тележек: вагоны 1996 серии опираются на тележку, разработанную компанией Alstom с резиновой подвеской, в то время как под вагоны 1995 серии подкачены тележки AdTranz с пневматической подвеской, чтобы справиться с тяжёлыми условиями движения на подземных участках Северной линии. Основные технические различия между родственными сериями поездов возникли из-за того, что составы 1996 серии были разработаны с учётом «самой низкой изначальной стоимости», а поезда 1995 серии были разработаны с учётом «стоимости эксплуатации». В результате компания Alstom выиграла контракт на поставку и обслуживание составов Юбилейной линии. Впоследствии Alstom выиграла контракт на техническое обслуживание составов 1996 серии, которое будет осуществляться на новом оборудовании электродепо Стратфорд в Восточном Лондоне.

В соответствии с изначальным заказом, вагоны 1996 серии были поставлены в виде шестивагонных составов из двух сцепленных по системе многих единиц трёхвагонных электрических моторвагонных секций, каждая из которых состояла из головного моторного вагона (англ. Driving Motor, DM), промежуточного прицепного вагона (англ. Trailer, T) и прицепного моторного вагона без кабины управления (англ. Uncoupling Non-Driving-Motors, UNDM). Вагоны данного типа вместо кабин оснащены шкафами маневрового управления. Стандартный состав поезда формировался по схеме: 
 Двенадцать более поздних прицепных вагонов были оснащены противообледенительным оборудованием и именовались прицепными вагонами для удаления обледенения (англ. De-Icing Trailer, DIT).
Вагоны имеют нечётные номера на одном конце поезда и чётные номера на другом. Каждый номер состоит из пяти цифр, где две последние обозначают порядковый номер вагона; первые две — тип серии (96); третья цифра кодирует тип вагона:
- 0 или 1 — для DM (англ. Driving Motor — обозначение головных моторных вагонов),
- 2 или 3 — для T (англ. Trailer — обозначение промежуточных прицепных вагонов),
- 4 или 5 — для UNDM (англ. Uncoupling Non-Driving-Motors — обозначение прицепных моторных вагонов без кабин управления, оборудованных шкафами маневрового управления),
- 6 или 7 — для ST (англ. Special Trailer — обозначение специальных прицепных вагонов, добавленных в шестивагонные составы в 2005 году),
- 8 или 9 — для DIT (англ. De-Icing Trailer — обозначение прицепных вагонов для удаления обледенения).

Таким образом, последовательность номеров вагонов первого поезда из шести вагонов выглядит так: 

## Система тяги
Несмотря на то, что составы вагонов 1995 и 1996 серий имеют одинаковую конструкцию корпуса, они оборудованы принципиально разными системами контроля тяги асинхронного двигателя переменного тока. При этом система тяги подвижного состава 1995 серии является более совершенной и прогрессивной, в то время как по финансовым соображениям проектная документация и сертификация 1996 серии была «заморожена» в 1991 году. Кроме того, питание трёхфазных асинхронных электродвигателей моторных вагонов 1996 серии осуществляется единственным преобразователем с использованием запираемых тиристоров (англ. GTO), аналогичных установленным на железнодорожных электропоездах британского класса 465/466, в то время как моторные вагоны 1995 серии используют систему тяги, разработанную Alstom для питания трёхфазного двигателя преобразователем «Onix» на биполярных транзисторах с изолированным затвором (англ. IGBT).
В подвижном составе ранних серий, впрочем как и в большинстве электропоездов, выпущенных до 1990-х годов, традиционно использовались коллекторные двигатели постоянного тока. В результате научно-технического прогресса подобные двигатели морально устарели и считаются неэффективными, отчасти потому, что их работа традиционно управляется пусковыми резисторами, поглощающими значительную часть энергии, а отчасти потому, что трёхфазный асинхронный двигатель переменного тока может обеспечивать более высокую удельную мощность и объёмную плотность мощности. Кроме того, угольные щётки быстро изнашиваются, а коллектор электродвигателя постоянного тока подвержен загрязнению и нуждается в регулярном обслуживании, в то время как асинхронная машина не нуждается в этих конструктивных элементах.
В двигателе переменного тока с питанием от источника фиксированной частоты максимальный крутящий момент может быть достигнут только тогда, когда сопротивление обмоток ротора равно их реактивному сопротивлению. Двигатели переменного тока в промышленных условиях обычно работают монотонно приблизительно с постоянной скоростью. Поэтому при запуске электродвигателя с фазным ротором, необходимо применение больших блоков резисторов для повышения сопротивления обмоток и поддержания крутящего момента. Подобная схема питания оказалась совершенно неэффективной для небольшого двигателя, предназначенного для работы с частым остановом и запуском.
Таким образом, только внедрение электронных систем управления с 1980-х годов сделало тягу переменного тока приемлемой для поездов. Электродвигатель может питаться от инвертора, и, изменяя выходную частоту инвертора, можно поддерживать постоянную частоту тока в обмотках ротора и, следовательно, реактивное сопротивление. (Реактивное сопротивление зависит от частоты, а сопротивление фиксировано).
Запираемый тиристор GTO, «прерывая» напряжение питания с высокой частотой, управляет переменным током в обмотках электродвигателя (широтно-импульсная модуляция). Именно с этим связано появление характерного звука, напоминающего вой, сопутствующего движению поездов британского железнодорожного класса 465, которые используют подобную систему тягового привода. Высота звука меняется при изменении длительности импульса. Таким образом, шум создаётся пульсациями переменного тока частоты коммутации (переключения электронных ключей в импульсном режиме), которую способно воспринять человеческое ухо, а также звуковых частот возникающих в результате пульсаций крутящего момента, испытываемых ротором асинхронной машины.
Более современный привод переменного тока, используемый подвижным составом 1995 серии, использует биполярный транзистор с изолированным затвором (англ. IGBT), который по сути представляет собой комбинацию MOSFET и BJT), технические характеристики данного полупроводникового прибора позволяют работать на гораздо более высоких частотах переключения, чем запираемый тиристор (GTO). При этом характерный воющий звук гораздо менее заметен из-за более высокой частоты переключения приводов IGBT.

## Добавление седьмого вагона
После успешной реализации расширения Юбилейной линии лондонского метрополитена в 2003 году было запланировано увеличить провозную способность линии за счёт увеличения количества вагонов в поездах до семи. По предварительным расчётам, это позволило бы увеличить пропускную способность линии на 17 %. При проектировании продления Юбилейной линии и замены подвижного состава на вагоны метро 1996 серии была предусмотрена возможность эксплуатации станций семивагонными составами. Строящиеся платформы новых станций обладали достаточной длиной для приёма поездов из семи вагонов, а на платформах новых станций закрытого типа Юбилейной линии были построены дополнительные двери.
В рамках расширения в июне 2003 года у Alstom было заказано 87 вагонов (в том числе, 59 дополнительных вагонов для существующих шестивагонных поездов и 4 новых семивагонных поездов) на сумму 150 миллионов фунтов стерлингов. Поскольку завод в Барселоне, на котором изначально выпускались кузова вагонов 1996 серии к тому времени был закрыт, дополнительные вагоны были произведены на новом заводе Alstom в Санта-Перпетуа-де-Могода (Барселона, Испания). Все вагоны были доставлены в электродепо Стратфорд к ноябрю 2005 года. В процессе модификации существующих поездов в депо Стратфорд, в декабре 2005 года на линию выдавалось меньшее количество подвижного состава, прежде чем вся Юбилейная линия была закрыта с 25 декабря сроком на 5 дней, чтобы закончить её переоборудование под семивагонные поезда. Работа включала изменения системы блокировки и сигнализации, добавления и модификации программного обеспечения раздвижных платформенных дверей. Работы были завершены с опережением графика — 29 декабря линия вновь открылась на два дня раньше запланированного срока. Четыре новых семивагонных поезда были введены в эксплуатацию на Юбилейной линии весной 2006 года.

Новый (седьмой) вагон является специальным прицепным (англ. Special Trailer, ST) к действующей «нечётной» электрической секции из трёх вагонов, с конструктивным обозначением «G». Примером поезда из семи вагонов может быть состав:
 собранный по схеме:
 где дополнительный седьмой вагон, выделен жирным шрифтом. Первоначальный план заключался в том, чтобы соединить два вагона вместе так, чтобы бортовой компьютер мог рассматривать их как один вагон, но этого не потребовалось. Четыре новых состава 1996 серии также с начала были построены как поезда с шестью вагонами, а затем модифицированы до конфигурации с семью вагонами в электродепо Стратфорд.
На момент появления на линии имелись различия между новыми и старыми вагонами. Однако после капитального ремонта многие из этих отличий больше не видны. Новые вагоны имеют только нечётные номера от (96601 до 96725). На ступеньках новых вагонов из соображений преемственности имеется надпись «Alstom 1996», однако на них изображён новый логотип Alstom вместо оригинального GEC-Alsthom.

## Обновление и ремонт

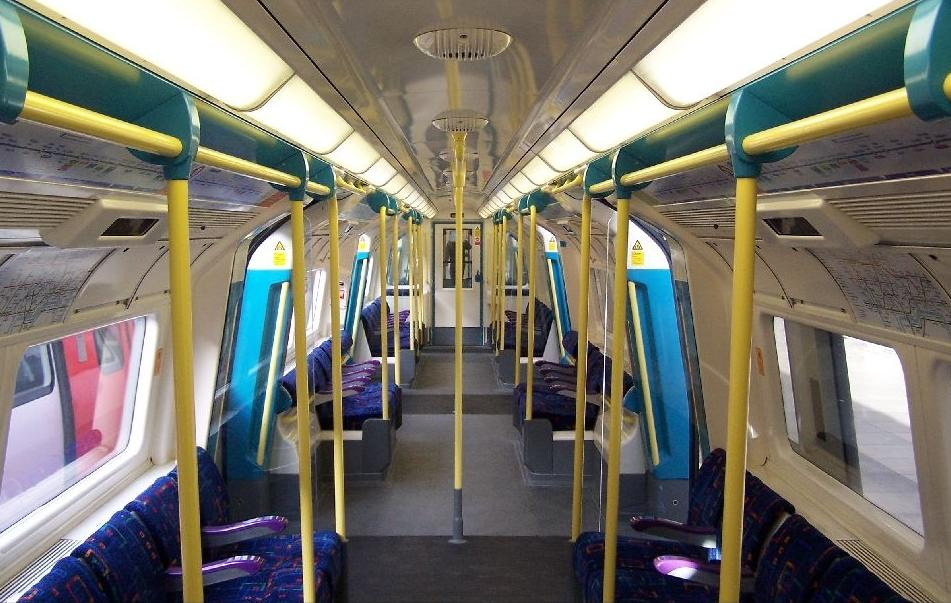
Интерьер 2006

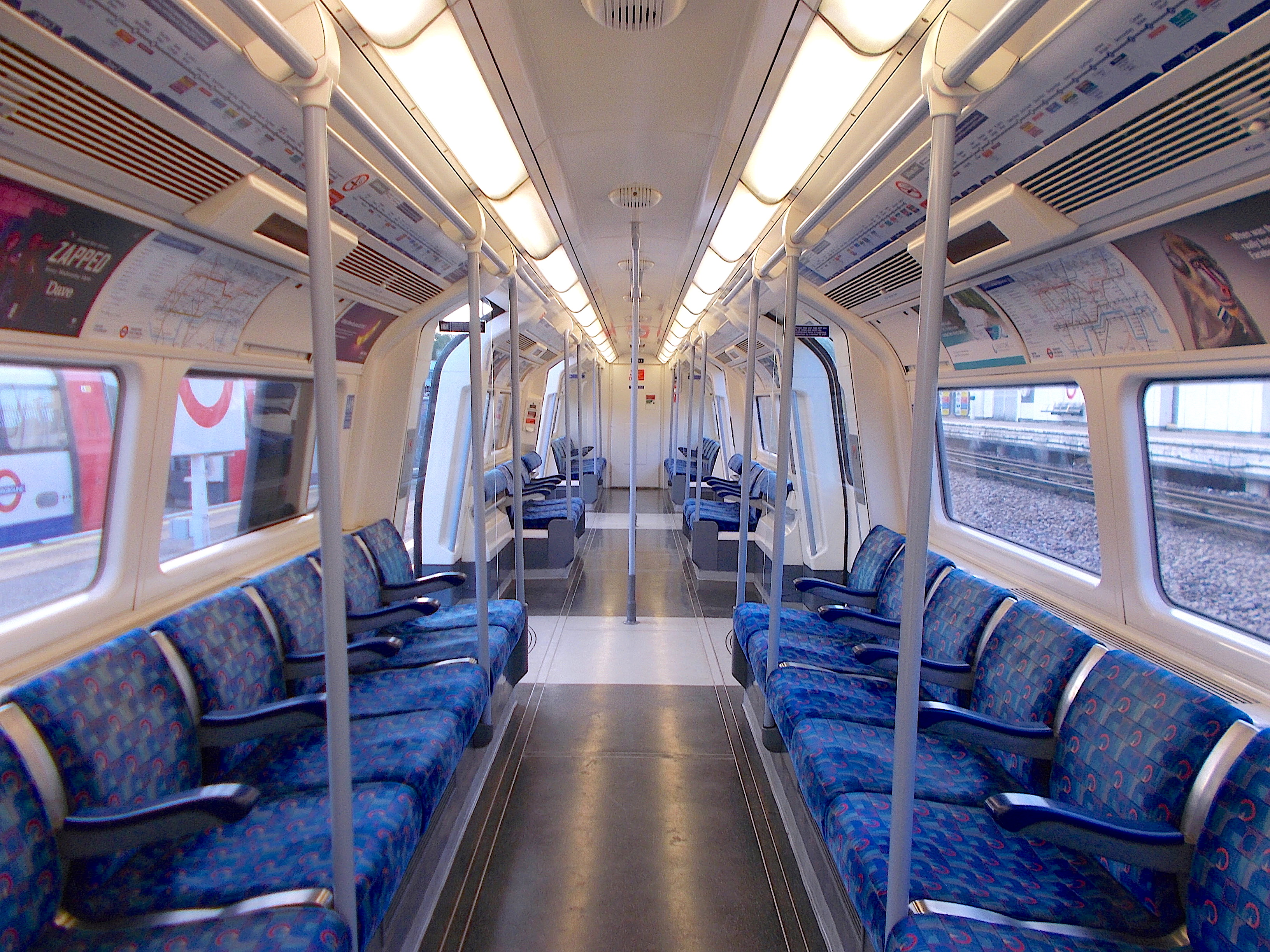
Обновлённый интерьер

В заводской компановке вагоны метро 1996 серии поставлялись с сиденьями, обтянутыми лилово-серым плюшевым покрытием с изображением латинской буквы J, символизирующей Юбилейную линию (покрытие сидений вагонов Северной линии изображало букву N). В ноябре 2005 года все сидения вагонов линии были перетянуты новой тёмно-синей тканью с разноцветными пустыми квадратами разного размера, которой одновременно были перетянуты сидения вагонов 1973 и 1995 серии. Одновременно фиолетовые подлокотники кресел были перекрашены в синий цвет, чтобы соответствовать тону новой ткани сидений.
С апреля 2012 года в канун Олимпийских игр 2012 года все сидения вагонов были обновлены и перетянуты тканью Barman.
С 2014 года внешние ЖК-дисплеи с отображением конечной станции движения на масках головных вагонов были заменены на светодиодные. В новых вагонах используется оранжевый текст вместо оригинального (изначального) жёлтого.
Начиная с 2017 года, вагоны 1996 серии подверглись капитальному ремонту, примерно через 20 лет после того, как они были впервые выпущены на линию. Установлен новый пол с контрастными цветами и выемками в дверных проёмах. Все поручни были перекрашены в серебристый цвет Юбилейной линии, а в некоторых прицепных вагонах были установлены ранее отсутствовавшие спинки для инвалидных колясок. Внутренняя отделка вагона бирюзово-синими панелями также была перекрашена в белый цвет. Кнопки открывания/закрывания входных дверей были покрыты металлическим покрытием. Первый капитально отремонтированный поезд введён в эксплуатацию 23 февраля 2017 года, а последний — в декабре 2019 года, таким образом, абсолютно все поезда и вагоны Юбилейной линии прошли капитально-восстановительный ремонт.

## Автоматическое движение поездов
Автоматическое движение поездов было предусмотрено в процессе продления Юбилейной линии и монтажа системы автоведения. Однако задержки и технические трудности, возникшие в процессе наладки новой системы привели к тому, что была поспешно восстановлена прежняя система сигнализации. Таким образом, до 2011 года поезда всё ещё были оснащены обязательным ручным приводом с помощью «рукоятки мертвеца».
В конце концов, с 2009 года компания Thales установила новую сигнальную систему SelTrac. Принцип действия системы основан на управлении поездом на основе обмена информацией с четвёртым рельсом, что позволяет подвижному составу работать автоматически. При этом в обязанности машиниста входит только контроль за открытием и закрытием дверей вагонов и безопасное начало движения состава. В системе используются индуктивные рельсовые петли, расположенные между ходовыми рельсами, для связи с поездом.
Чтобы работать с новой системой сигнализации, все вагоны 1996 серии были подвергнуты модификации, в ходе которой устанавливались два бортовых контроллера транспортного средства (англ. Vehicle On Board Controllers — VOBC) и новый дисплей машиниста поезда (англ. Train Operators Display — TOD) в кабине.
С начала января 2011 года автоведение вводилось поэтапно, а с 26 июня 2011 года линия эксплуатируется полностью в рамках системы автоматического движения поездовТО. В результате пиковая частота обслуживания линии была увеличена в июле 2011 года с 27 пар поездов в час до 30 пар поездов в час.

## Изображения

Вагоны лондонского метро 1996 серии
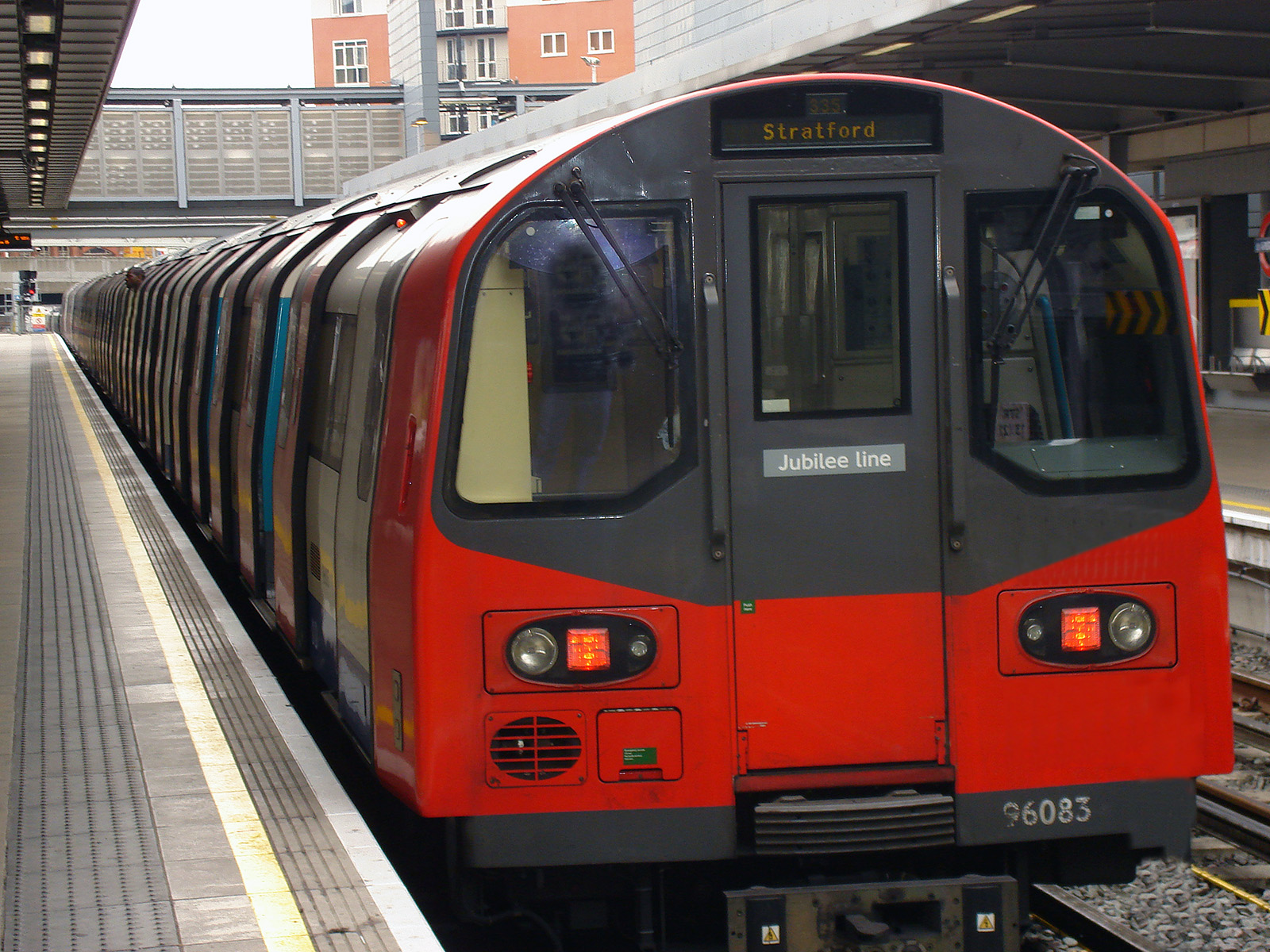
Поезд 1996 серии на станции Стратфорд
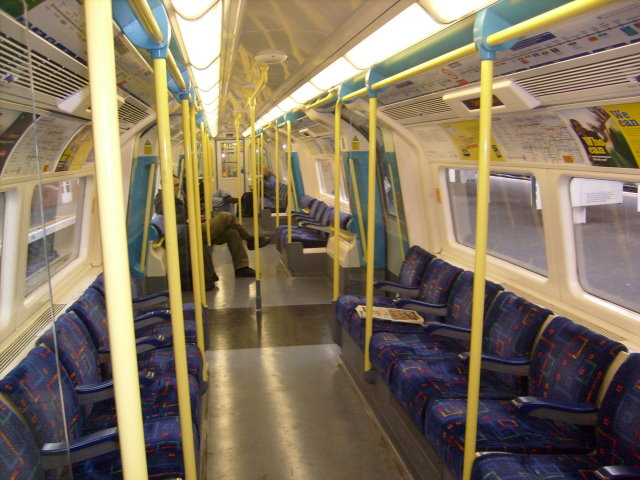
Интерьер вагона 1996 серии (2008)
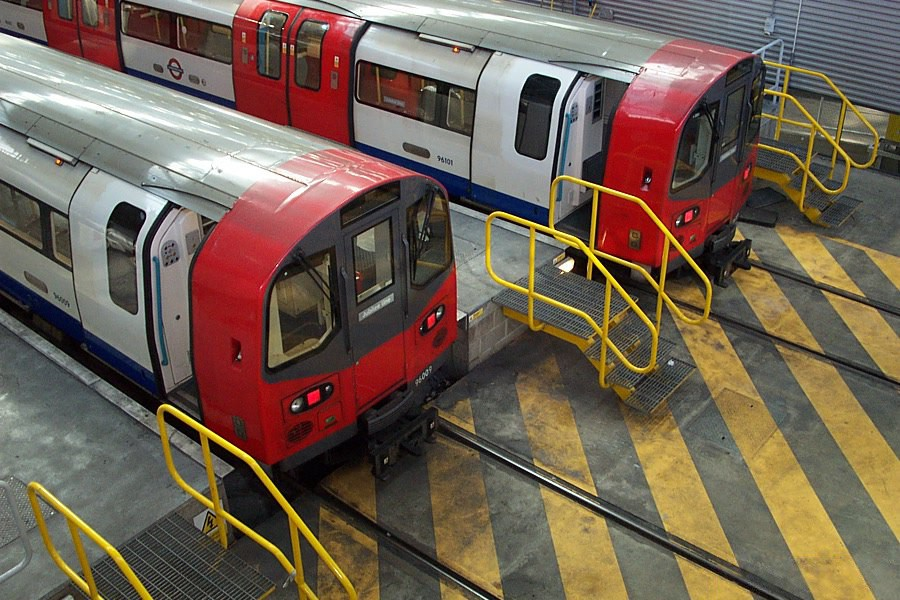
В депо Статфорд
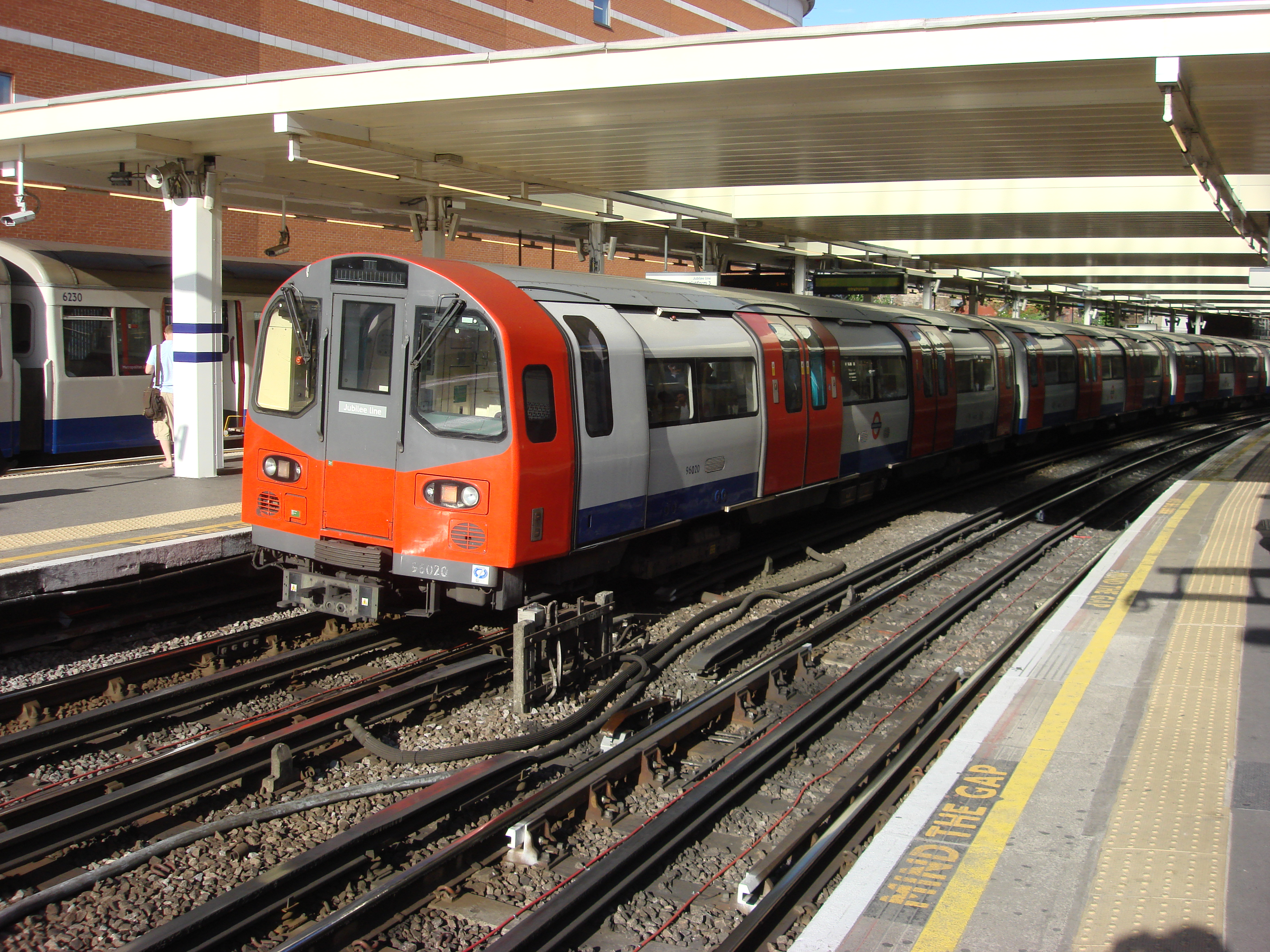
На станции Финчли Роуд
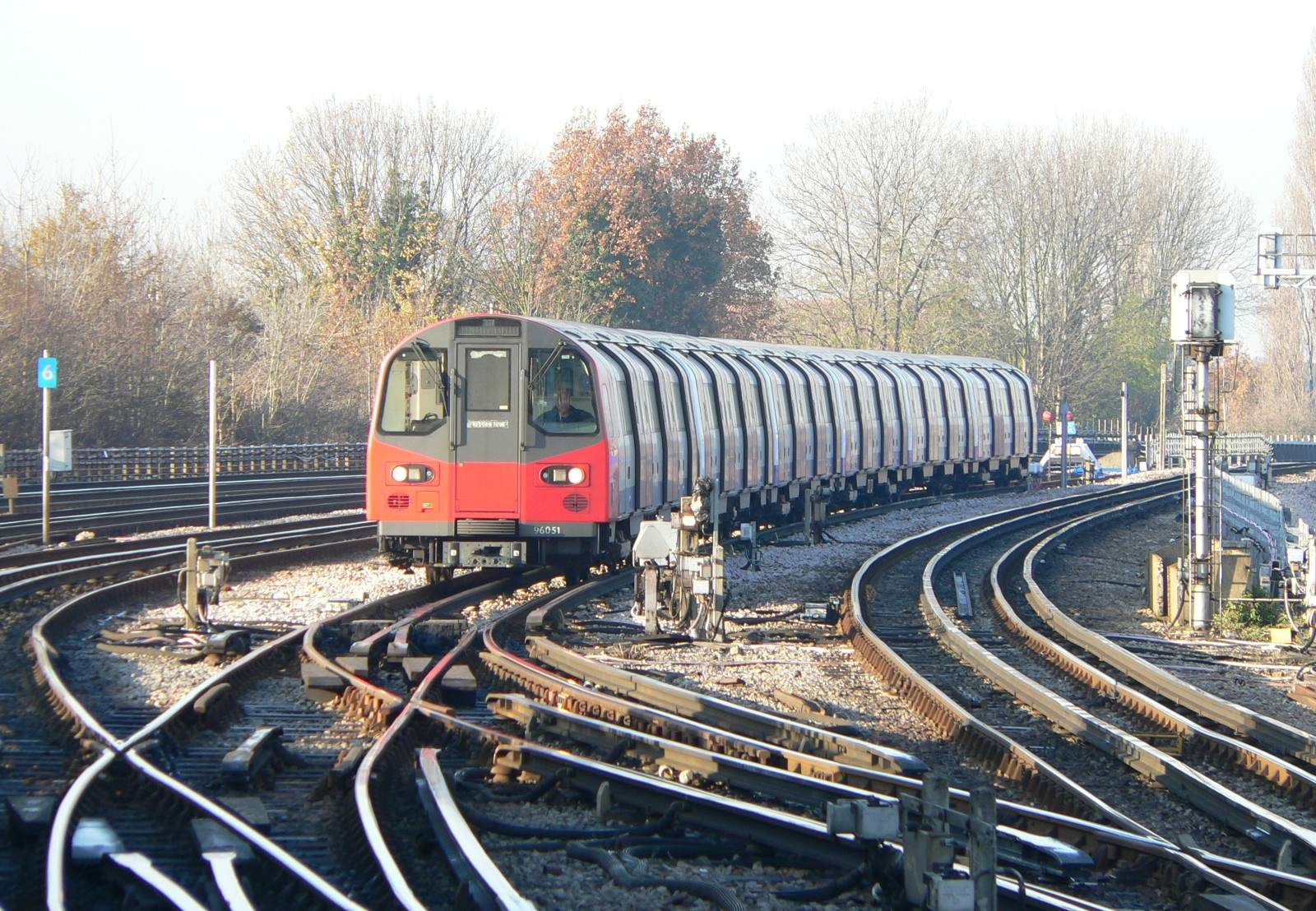
На станции Парк Уэмбли
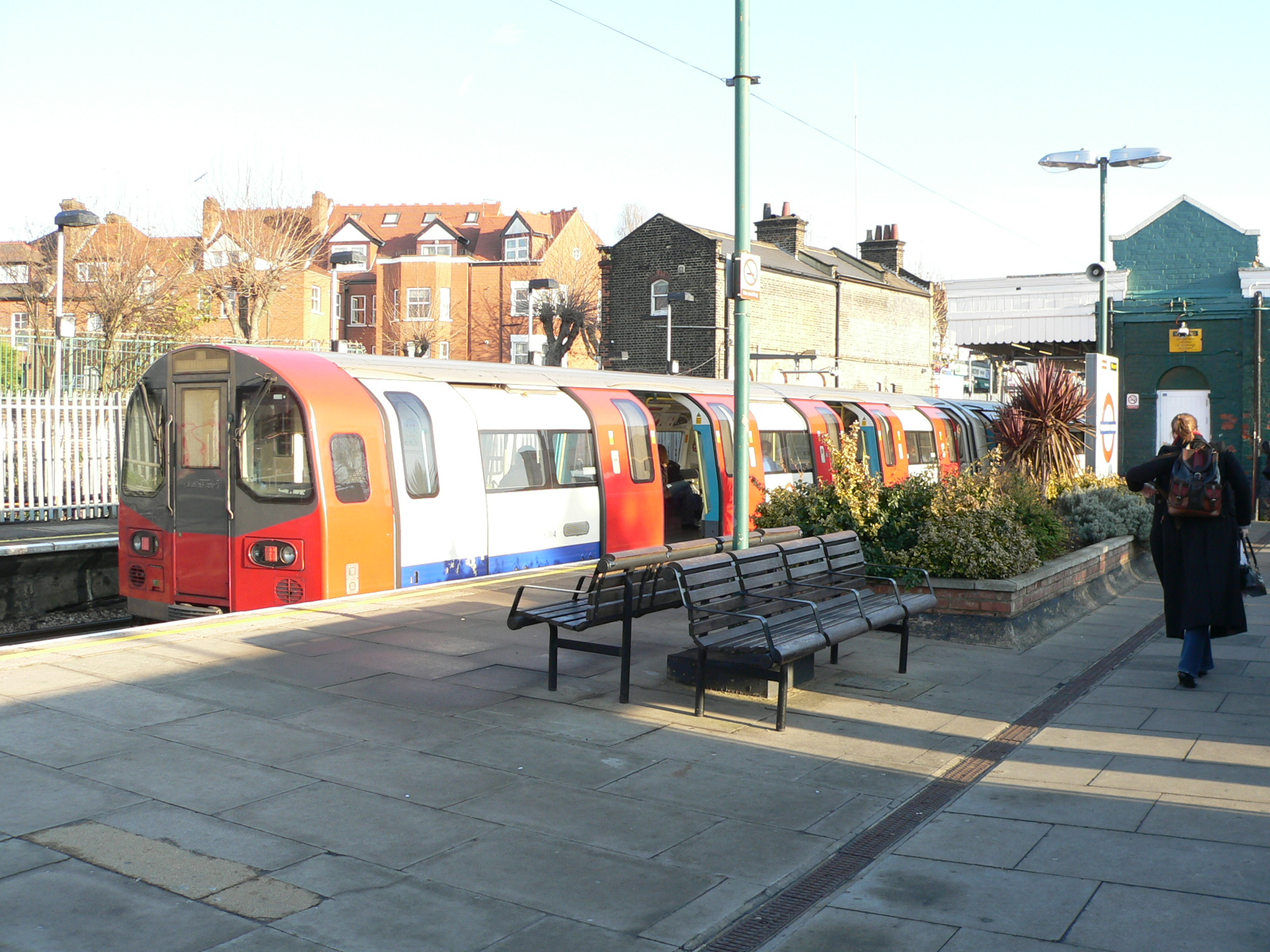
На станции Уилсден Грин